# Ingolfiella
Ingolfiella là một chi Amphipoda thuộc họ Ingolfiellidae.

## Các loài
Chi này có các loài sau:
| - Ingolfiella abyssi - Ingolfiella acherontis - Ingolfiella atlantisi - Ingolfiella australiana - Ingolfiella bassiana - Ingolfiella beatricis - Ingolfiella berrisfordi - Ingolfiella britannica - Ingolfiella canariensis - Ingolfiella catalanensis - Ingolfiella cottarellii - Ingolfiella fontinalis - Ingolfiella fuscina - Ingolfiella georgei - Ingolfiella grandispina - Ingolfiella inermis - Ingolfiella ischitana - Ingolfiella kapuri - Ingolfiella littoralis | - Ingolfiella longipes - Ingolfiella macedonica - Ingolfiella manni - Ingolfiella margaritae - Ingolfiella petkovskii - Ingolfiella putealis - Ingolfiella quadridentata - Ingolfiella quokka - Ingolfiella rocaensis - Ingolfiella ruffoi - Ingolfiella sandroruffoi - Ingolfiella similis - Ingolfiella tabularis - Ingolfiella thibaudi - Ingolfiella unguiculata - Ingolfiella uspallatae - Ingolfiella vandeli - Ingolfiella xarifae |